# Савоја (департман)
Савоја (фр. Savoie) департман је у источној Француској. Припада региону Рона-Алпи, а главни град департмана (префектура) је Шамбери. Департман Савоја је означен редним бројем 73. Његова површина износи 6.028 км². По подацима из 2010. године у департману Савоја је живело 414.959 становника, а густина насељености је износила 69 становника по км².
Овај департман је административно подељен на:
- 3 округа
- 37 кантона и
- 305 општина.

## Демографија
| 1999.   | 2011.   |
| ------- | ------- |
| 373.258 | 418.949 |